# Krzysztof Pańczyk
Krzysztof Pańczyk (ur. 14 lipca 1958 w Kielcach) – polski szachista, mistrz międzynarodowy od 1984 roku. Absolwent Politechniki Warszawskiej (Wydział Mechaniki Precyzyjnej, 1982) oraz Katolickiego Uniwersytetu Lubelskiego (filologia angielska, 2007), trener I klasy (Warszawa, 2015). Aktualnie nauczyciel języka angielskiego w Zespole Szkół Ponadgimnazjalnych nr 3 imienia Stanisława Staszica w Siedlcach.

## Kariera szachowa
W 1977 r. zwyciężył w Bolesławcu w mistrzostwach Polski juniorów do 20 lat oraz (na przełomie 1977 i 1978) reprezentował Polskę na mistrzostwach Europy juniorów w Groningen. Dwa lata później zadebiutował w finale mistrzostw Polski mężczyzn. Do 1992 r. ośmiokrotnie brał udział w turniejach o mistrzostwo kraju, największy sukces odnosząc w 1991 r. w Cetniewie, gdzie zdobył brązowy medal. W 1981 r. wystąpił w reprezentacji Polski na drużynowych mistrzostwach świata do 26 lat w Grazu. W latach 1982 oraz 1984 dwukrotnie uczestniczył w memoriałach Akiby Rubinsteina w Polanicy-Zdroju. W 1990 r. zdobył w Dębicy tytuł mistrza Polski w szachach szybkich. Wygrał cztery turnieje międzynarodowe: Turniej o Puchar Prezesa KS Korona (Kraków 1980), Turniej o Puchar Ministra Komunikacji (Warszawa 1983), Międzynarodowy Turniej Wyzwolenia Warszawy (1984) i London International IM (Londyn 1997), jak również wiele krajowych, m.in.: mistrzostwa Polski nauczycieli (Nisko 1994) oraz dwukrotnie półfinały mistrzostw Polski (Żarki Letnisko 1986, Gdynia 1987). W 1998 r. zajął w Rhyl II miejsce w mistrzostwach Walii Północnej.
Wielokrotnie startował w rozgrywkach o drużynowe mistrzostwo Polski, zdobywając cztery medale: dwa srebrne (Rewal 1992, Lubniewice 1993 – oba w barwach Polonii Warszawa) oraz dwa brązowe (Lublin 1979 – w barwach Hutnika Warszawa, Krynica-Zdrój 1988 – w barwach Polonii Warszawa). Dwukrotnie (Międzybrodzie Żywieckie 1985 i Jachranka 1987) uzyskał najlepsze indywidualne wyniki na II szachownicy.
W 1986 r. został odznaczony medalem 60-lecia Polskiego Związku Szachowego za wybitne zasługi dla szachów.
Jego partia z Schurade (mecz Polska - NRD do 26 lat, Zakopane 1978) znalazła się w książce Johna Emmsa The Most Amazing Chess Moves of All Time (Najbardziej zdumiewające posunięcia szachowe wszystkich czasów).
Najwyższy ranking w karierze osiągnął 1 lipca 1984 r., z wynikiem 2440 punktów zajmował wówczas 4. miejsce wśród polskich szachistów.

## Publikacje
Wydał sześć książek poświęconych teorii debiutów:
- Archangel and New Archangel, Londyn 2000, Gambit/Everyman Chess, s. 160, ISBN 1-85744-260-1 (wspólnie z Johnem Emmsem)
- The Cambridge Springs, Londyn 2002, Gambit, s. 192, ISBN 1-901983-68-4 (wspólnie z Jackiem Ilczukiem)
- Offbeat King’s Indian, Londyn 2004, Everyman Chess, s. 176, ISBN 1-85744-361-6 (wspólnie z Jackiem Ilczukiem)
- Ruy Lopez Exchange, Londyn 2005, Everyman Chess, s. 192, ISBN 1-85744-389-6 (wspólnie z Jackiem Ilczukiem)
- The Classical King’s Indian Uncovered, Londyn 2009. Everyman Chess, s. 384, ISBN 978-1-85744-517-6 (wspólnie z Jackiem Ilczukiem)
- Queen’s Gambit Declined: Vienna, Everyman Chess, Londyn 2018. Everyman Chess (wspólnie z Jackiem Ilczukiem)

Od 2002 r. współpracuje z Jackiem Ilczukiem, z którym regularnie publikuje artykuły teoretyczne w holenderskim kwartalniku New in Chess Yearbook.